# Mixlån
Mixlån blev indført i forbindelse med kartoffelkuren i oktober 1986. Lånet havde højere førsteårsydelser end de hidtidige lån. Den skulle gøre boligejerne mere tilbageholdende. Indgrebenes formål var at begrænse låntagning til forbrug. Teknisk set bestod lånet af to lån: Et annuitetslån for 60% af det lånte beløb og et serielån på 40% af det lånte beløb. Da serielånet afvikles med variabel ydelse (faste afdrag og tilskrevne renter) medførte dette, at ydelsen var forholdsvis høj ved lånets optagelse, men blev reduceret over lånets løbetid. Grundet det skattemæsige rentefradrag opnåede låntageren med den valgte kombination 60/40 dog en nogenlunde fast udgift efter skat over lånets afdragsperiode.
Samtidig blev løbetiden for realkreditlån også nedsat til maksimalt 20 år.
Lånetypen er siden foråret 1993 ikke længere pligtige ved ny- og omprioritering gennem realkreditten.
| Økonomi | Spire Denne artikel om økonomi er en spire som bør udbygges. Du er velkommen til at hjælpe Wikipedia ved at udvide den. |